# Piaski (powiat włodawski)
Piaski – wieś w Polsce położona w województwie lubelskim, w powiecie włodawskim, w gminie Wola Uhruska. Leży przy drodze wojewódzkiej nr 819 około 8,5 km na zachód od Woli Uhruskiej.
W latach 1975–1998 miejscowość należała administracyjnie do województwa chełmskiego.
Wieś jest sołectwem w gminie Wola Uhruska. Według Narodowego Spisu Powszechnego z roku 2011 wieś liczyła 115 mieszkańców.